# Gamelan
Gamelan ili gamelang (od javanski gamel: pjesma koja se pjeva uz gamelan), naziv podrijetlom s Jave i Balija za različite tipove ansambala na nekim otocima indonezijskog arhipelaga. Karakterističan zvuk daju glazbala načinjena od bronce. U gamelanu mogu biti zastupljeni gongovi, metalofoni, ksilofoni, gudačka lutnja, citre, flaute, činelice i bubnjevi te pjevačica i muška vokalna skupina. Glazbala su ugođena ili u pentatonskom ili u heptatonskom nizu.

## Glazbala i glazba
Sastav tradicijskih narodnih glazbala (pretežno idiofonih) gamelana čine tri skupine. U prvoj su bonang (10 do 12 gongova smještenih na posebnom okviru) i saron (7 do 9 željeznih ili brončanih ploča položenih na drveni rezonator); u drugoj gender (niz brončanih pločica svaka s rezonatorom od bambusa), noviji tip bonanga, gambang (vrsta ksilofona od drvenih ili metalnih pločica pričvršćenih na rubovima koritastoga drvenog rezonatora), rebab ili rebek (gudačko glazbalo), chelempung (vrsta citre), katkad suling (uzdužna flauta) i ljudski glas; u trećoj su gongovi (veliki gong agong, manji nenong, ketuk i kempul). Postoje notni zapisi, no glazbenici u gamelanu uglavnom improviziraju.
- Bonang
- Gendér
- Gong
- Kendang
- Kenong/Kethuk
- Peking
- Saron
- Slenthem

## Vanjske poveznice

### Sestrinski projekti
|  | Zajednički poslužitelj ima još gradiva o temi gamelan |

### Mrežna mjesta
- (engl.) Sinisterfrog.com – Balinese and Javanese Gamelan  Arhivirana inačica izvorne stranice od 9. ožujka 2007. (Wayback Machine)
- (engl.) CNX.org – Listening to Balinese Gamelan: A Beginners' Guide
- (engl.) GAMELAN of JAVA and BALI: Collections of themed recordings curated by John Noise Manis